# Protocole de Rio

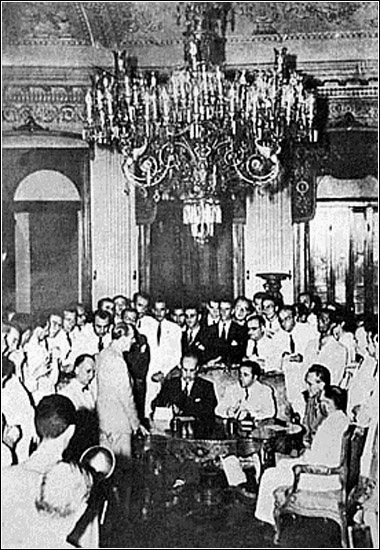
La signature du protocole de Rio en 1942.

Le protocole de Rio, ou officiellement protocole de paix, d'amitié et de délimitation entre le Pérou et l'Équateur, a été signé au Brésil, à Rio de Janeiro, le 29 janvier 1942, par les ministres des Affaires étrangères du Pérou et de l'Équateur, avec la participation des États-Unis, du Brésil, du Chili et de l'Argentine en tant que garants. Le Protocole avait pour but de résoudre les différends territoriaux entre les deux pays, et de mettre un terme à la guerre péruano-équatorienne de 1941 - 1942. Le protocole fut un échec puisque la guerre éclata de nouveau entre les deux pays, et ce à deux reprises : en 1981 et en 1995, avant la signature de la Déclaration de paix d'Itamaraty qui résolut définitivement le différend.

## Histoire
En mai 1941, alors que les tensions à la frontière équatorienne et péruvienne étaient au plus haut, les gouvernements des États-Unis, du Brésil et de l'Argentine prirent part à une médiation entre les deux pays. Leurs efforts n'empêchèrent pas le déclenchement des hostilités le 23 juillet 1941, mais l'intervention diplomatique conduisit à un cessez-le-feu définitif déclaré le 31 juillet. Des affrontements éparses et mineurs se poursuivirent jusqu'au mois de septembre dans les provinces équatoriennes d'El Oro et de Loja.
Le 2 octobre, les observateurs militaires des trois pays médiateurs siégeant en tant que témoins, ainsi que l'Équateur et le Pérou signèrent l'Accord de Talara, créant une zone démilitarisée dans les provinces d'El Oro et de Loja, en attendant la signature définitive d'un traité de paix. Les efforts diplomatiques de médiation se poursuivirent avec les pays observateurs qui furent rejoints par le Chili.
À la suite de l'entrée des États-Unis dans la Seconde Guerre mondiale, le troisième sommet pan-américain, se tenant à Rio de Janeiro permit d'arriver à un règlement entre les deux pays. Le 29 janvier 1942, le dernier jour du sommet, les ministres des Affaires étrangères de l'Équateur et du Pérou, Julio Tobar Donoso et Alfredo Solf y Muro, signèrent un protocole de paix, d'amitié et de délimitation, connu sous le nom de Protocole de Rio de Janeiro. Les pays observateurs cosignèrent le document, devenant garants du protocole. Le Protocole de Rio fut ensuite ratifié par le Congrès de chacun des pays.
Aux termes du Protocole, l'Équateur décida de retirer sa demande pour acquérir des droits d'accès direct à la terre par le Río Marañón et le fleuve Amazone. Le Pérou accepta de retirer ses forces militaires du territoire équatorien. Une surface de 200 000 km2 de territoire contesté jusque-là dans la région de Maynas fut accordée au Pérou. Le statu quo de la ligne définie dans l'Accord de Lima de 1936 fut utilisé comme base de la frontière définitive entre les deux pays. Par rapport à la ligne 1936, l'Équateur a cédé 18 552 km2 de territoire précédemment possédé au Pérou, tandis que le Pérou a cédé 5 072 km2 de territoire précédemment possédé en Équateur.
Pendant les années 1960, le gouvernement équatorien se défendit en mettant en avant le fait que le protocole était invalide, puisque signé sous la contrainte, tandis que des troupes étrangères étaient stationnés sur son sol. Cette position engendra des conflits plus ou moins violents jusqu'à la résolution du litige en 1995 par la signature de la Déclaration de paix d'Itamaraty.